# Challenger de Fergana 2014
El Fergana Challenger 2014 fue un torneo de tenis profesional jugado en canchas de pista dura. Se disputó la 15.ª edición del torneo que formó parte del circuito ATP Challenger Tour 2014. Se llevó a cabo en Fergana, Uzbekistán entre el 9 y el 15 de junio de 2014.

## Jugadores participantes del cuadro de individuales
| Favorito | País                   | Jugador               | Rank1 | Posición en el torneo |
| -------- | ---------------------- | --------------------- | ----- | --------------------- |
| 1        | Bandera de Eslovenia   | Blaž Kavčič           | 120   | CAMPEÓN               |
| 2        | Bandera de Rusia       | Alexander Kudryavtsev | 187   | FINAL                 |
| 3        | Bandera de Georgia     | Nikoloz Basilashvili  | 209   | Segunda ronda         |
| 4        | Bandera de Ucrania     | Denys Molchanov       | 265   | Semifinales           |
| 5        | Bandera de Rusia       | Valeri Rudnev         | 269   | Cuartos de final      |
| 6        | Bandera de Bielorrusia | Egor Gerasimov        | 283   | Semifinales           |
| 7        | Bandera de Japón       | Shuichi Sekiguchi     | 284   | Cuartos de final      |
| 8        | Bandera de Rusia       | Alexander Lobkov      | 296   | Cuartos de final      |

| Posición en el torneo   |
| ----------------------- |
| Primera y segunda ronda |
| Cuartos de final        |
| Semifinales             |
| FINAL                   |
| CAMPEÓN                 |

- 1 Se ha tomado en cuenta el ranking del 26 de mayo de 2014.

### Otros participantes
Los siguientes jugadores recibieron una invitación (wild card), por lo tanto ingresan directamente al cuadro principal (WC):
- Rasul Akhmadaliev
- Djurabeck Karimov
- Rizo Saidkhodjaev
- Khumoun Sultanov

Los siguientes jugadores ingresan al cuadro principal como alternantes (Alt):
- Artur Dubinski
- Sarvar Ikramov
- Batyr Sapaev
- Shonigmatjon Shofayziyev

Los siguientes jugadores ingresan al cuadro principal tras disputar el cuadro clasificatorio (Q):
- Sanjar Fayziev
- Temur Ismailov
- Mikhail Ledovskikh
- Vaja Uzakov

## Jugadores participantes en el cuadro de dobles

### Cabezas de serie
| Favorito | País                   | Jugador               | País                    | Jugador               | Rank1 | Posición en el torneo |
| -------- | ---------------------- | --------------------- | ----------------------- | --------------------- | ----- | --------------------- |
| 1        | Bandera de Bielorrusia | Sergey Betov          | Bandera de Bielorrusia  | Alexander Bury        | 280   | CAMPEONES             |
| 2        | Bandera de la India    | N.Sriram Balaji       | Bandera de China Taipéi | Ti Chen               | 344   | Cuartos de final      |
| 3        | Bandera de la India    | Saketh Myneni         | Bandera de la India     | Jeevan Nedunchezhiyan | 468   | Primera ronda         |
| 4        | Bandera de Rusia       | Alexander Kudryavtsev | Bandera de Ucrania      | Denys Molchanov       | 665   | Semifinales           |

- 1 Se ha tomado en cuenta el ranking del 26 de mayo de 2014.

## Campeones

### Individual Masculino
- Blaž Kavčič def.  Alexander Kudryavtsev, 6–4, 7–6(10–8)

### Dobles Masculino
- Sergey Betov /  Alexander Bury def.  Nicolás Barrientos /  Stanislav Vovk 6–76, 7–61, [10–3]